# 30 brumaire
30 vendémiaire 30 frimaire
Le décadi 30 brumaire, officiellement dénommé jour du rouleau, est le 60e jour de l'année du calendrier républicain.
C'était généralement le 20e jour du mois de novembre dans le calendrier grégorien.